# Hallägraskolan
Hallägraskolan var en skolbyggnad i Söndrum för grundskolan klass 6 till 9.

## Historik
Byggandet av den nya skolan inleddes den 15 augusti 1966. Arkitekt var Gösta Fredblad vid Fredblad & Höstrup. Namnet Hallägra (även Hallalägret) är ett gammalt namn på trakten kring Söndrum.
Skolans första etapp togs i bruk höstterminen 1967 och tog emot 200 elever i fyra parallellklasser från Söndrums landskommun och Harplinge landskommun. Den upptog då 5477 kvadratmeter och hade tjugo lärosalar, men man planerade från början en utbyggnad eftersom man förutsåg behov av att göra plats för sju parallellklasser.
Skolan invigdes formellt den 25 november 1967 då den redan varit i bruk några månader. Skolans första rektor var Carl-Erik Eriksson. Han gick i pension efter vårterminen 1970.
En utbyggnad sattes i gång 1969 och togs i bruk hösten 1970. I december 1978 invigdes Söndrumshallen i anslutning till skolan. Under 1989 renoverades skolan.
Under 2000-talet upptäcktes problem med fukt på skolan vilket föranledde beslut om att den skulle rivas och ersättas. Rivningen inleddes i december 2010. Den nya Söndrumsskolan försenades men invigdes till slut den 19 augusti 2013.

## Elever
| Läsår   | Totalt |
| ------- | ------ |
| 1997/98 | 413    |
| 2000/01 | 473    |
| 2005/06 | 567    |
| 2010/11 | 399    |